# Cordilleras de plegamiento
Las cordilleras de plegamiento son grandes elevaciones montañosas surgidas en el Cenozoico con materiales sedimentarios del Mesozoico y Cenozoico, principalmente rocas carbonáticas (calizas, dolomías y margas), y detríticas (conglomerados, areniscas y lutitas).

## Tipos
Existen cordilleras de plegamiento de dos tipos:
- Cordilleras intermedias: plegamientos surgidos por el depósito de materiales en los márgenes de los zócalos.
- Cordilleras alpinas: plegamientos surgidos durante el movimiento alpino al plegarse los materiales depositados en mares epicontinentales o fosas marinas largas y profundas.

- Datos: Q5788411